# Harrison Newey
Harrison Newey (25 de julho de 1998) é um automobilista britânico que disputa atualmente a Fórmula 3 Europeia pela equipe Van Amersfoort Racing, pela qual compete desde 2016. É filho do consagrado projetista Adrian Newey.
Iniciou sua carreira na Fórmula 4 Francesa, onde participou de 3 etapas. Competiu ainda na Fórmula 4 BRDC/ADAC/MRF Challenge e, em 2016, assinou com a Van Amersfoort Racing para disputar a Fórmula 3 Europeia..